# Joseph Moghaizel
 (octobre 2019).
Si vous disposez d'ouvrages ou d'articles de référence ou si vous connaissez des sites web de qualité traitant du thème abordé ici, merci de compléter l'article en donnant les références utiles à sa vérifiabilité et en les liant à la section « Notes et références ».
Joseph Moghaizel (1924-1995) est un homme politique libanais.

## Biographie
Personnalité respectée[réf. souhaitée], Joseph Moghaizel fut parmi les pionniers de la lutte pour les droits de l’homme. Président du Club Culturel Arabe de 1960 à 1972, il fonde et préside en 1969 le Parti Démocratique Libanais (à ne pas confondre avec l’actuel parti du même nom dirigé par Talal Arslan).
Il fut aussi président de l’Association Libanaise des Droits de l’Homme et de nombreuses associations d’auteurs et d’intellectuels au Liban et dans les pays arabes.
Avocat de renom, il fut membre de la Haute Cour de Justice et élu député grec-catholique de Beyrouth en 1992, sur la liste dirigé par Salim El-Hoss. Nommé ministre de l’Environnement dans le gouvernement de Rafiq Hariri en 1995, il décède quelques jours plus tard.
Sa veuve, Laure Moghaizel, une intellectuelle de renom et grande figure féministe libanaise, décède deux ans plus tard.
Leurs enfants, Fadi Moghaizel Amal Mogaizel et Nada Moghaizel Nasr, dirigent aujourd’hui la Fondation Moghaizel, ONG active dans la défense des droits de l’homme. Leur fille benjamine Amal Moghaizel est journaliste, réalisatrice et écrivain. Elle réside à Paris où elle réalise des documentaires pour la télévision française.
C’est à son initiative que la Commission parlementaire des Droits de l’Homme a été constituée et que figure, dans le préambule de la Constitution libanaise, la confirmation de l’adhésion du Liban à la Charte des Droits de l’Homme.